# Санта-Крус (муниципалитет)
Санта-Крус (исп. Santa Cruz) — муниципалитет в Мексике, штат Сонора, с административным центром в одноимённом посёлке. Численность населения, по данным переписи 2020 года, составила 1835 человек.

## Общие сведения
Название Santa Cruz в дословном переводе с испанского языка — святой крест.
Площадь муниципалитета равна 1001,2 км², что составляет 0,6 % от площади штата, а наиболее высоко расположенное поселение Ла-Нория, находится на высоте 1424 метра.
Он граничит с другими муниципалитетами Соноры: на востоке с Нако и Кананеа, на юге с Имурисом, на западе с Ногалесом, а на севере проходит государственная граница с США.

## Учреждение и состав
Муниципалитет был образован 13 мая 1931 года, в его состав входит 33 населённых пункта, самые крупные из которых:
| Код INEGI                  | Населённый пункт                                                                                | Численность населения (2005 год) | Численность населения (2010 год) | Численность населения (2020 год) |
| -------------------------- | ----------------------------------------------------------------------------------------------- | -------------------------------- | -------------------------------- | -------------------------------- |
| 059                        | Всего                                                                                           | 1786                             | 1998                             | 1835                             |
| 0001                       | Санта-Крус (исп. Santa Cruz) 31°13′54″ с. ш. 110°35′46″ з. д. (административный центр)          | 1014                             | 1038                             | 846                              |
| 0030                       | Мигель-Идальго (Сан-Ласаро) (исп. Miguel Hidalgo (San Lázaro)) 31°08′43″ с. ш. 110°38′30″ з. д. | 587                              | 640                              | 599                              |
| 0032                       | Мильпильяс (исп. Milpillas) 31°06′38″ с. ш. 110°27′04″ з. д.                                    | 35                               | 172                              | 304                              |
| 0173                       | Ла-Помпита (исп. La Pompita) 31°08′58″ с. ш. 110°40′03″ з. д.                                   | 4                                | 1                                | 10                               |
| 0029                       | Эль-Льяно (исп. El Llano) 31°13′06″ с. ш. 110°35′57″ з. д.                                      | 40                               | 44                               | 2                                |
| —                          | Прочие                                                                                          | 106                              | 103                              | 74                               |
| Названия на карте Генштаба |                                                                                                 |                                  |                                  |                                  |

## Экономическая деятельность
По статистическим данным 2000 года, работоспособное население занято по секторам экономики в следующих пропорциях:
- сельское хозяйство, скотоводство и рыбная ловля — 47,8 %;
- промышленность и строительство — 24,7 %;
- торговля, сферы услуг и туризма — 25,7 %;
- безработные — 1,8 %.

## Инфраструктура
По статистическим данным 2020 года, инфраструктура развита следующим образом:
- электрификация: 98,4 %;
- водоснабжение: 92 %;
- водоотведение: 98,2 %.